# Палац Чацьких (Боремель)
Палац Чацьких — палац родини Чацьких поблизу села Боремель у Демидівському районі Рівненської області на правому березі річки Стир. Був побудований Францішеком Чацьким наприкінці 18 століття на місці слов'яно-руського городища Х - ХІІІ ст. До сьогодення не зберігся.

## Історія
Францішек Чацький (син Міхала Героніма) у недавно побудованому палаці 1 грудня 1781 року розкішно прийняв польського короля Станіслава Августа Понятовського, коли той мандрував від Кременця. Будівля була зруйнована під час листопадового повстання, в битві за участю солдатів генерала Юзефа Дверницького і російських військ під командуванням генерала Рідигера.

## Вигляд

План палацу

У двоповерховому палаці було понад 50 кімнат, багата картинна галерея і одна з найбільших на Волині бібліотека. Замість звичайного даху нагорі палацу було збудовано літній сад. Для цього на даху було збудовано чавунну галерею, обведену навколо позолоченими перилами. Сад складався з оранжерейних рослин і дерев, які влітку виносили на цю галерею. Навколо цих екзотичних рослин у довгих коритах, наповнених землею, були посаджені заморські квіти різних сортів. Також там у дротяних сітках, непомітно встановлених навколо дерев, літали різні заморські птахи. Далі у ваннах, зроблених з литого скла і наповнених водою, плавали різні диковинні риби. В саду жило також декілька мавп, які викликали справжній жах і подив у слуг палацу і навколишніх мешканців. Вигляд цієї галереї, що являла собою справжній повітряний сад, був просто вражаючий. У самому палаці багато кімнат було оздоблено позолотою та заморськими породами дерев.
З південного боку палацу, в напрямку річки Стир, англійським садівником Денісом Макклером був розбитий розкішний парк. Симетрично посаджені дерева, вимощені різнокольоровими камінцями стежинки, прекрасні клумби квітів живописно складені у гірлянди.

## Легенди
Палац Чацьких на всю округу славився і своїми підземними ходами. В період середньовіччя, коли небезпека нападу ворога існувала майже весь час, вони неодноразово зберігали своїм власникам життя в часи небезпеки.

Стародавні перекази про підземні ходи Боремельського палацу просто вражаючі. Вони свідчать, що містечко було фактично пронизано ними. Ходи вели від палацу до костелу, у кількох місцях виходили до Стиру. Найбільшим був хід, що з'єднував палац з сусіднім містечком Перемиль (це приблизно 12 км), по якому пан Чацький іноді їздив візком, запряженим парою коней, по обидва боки якого бігли молоді дівчата з запаленими смолоскипами. У дівчат було підрізане сухожилля на ногах, щоб не відчували втоми. Можливо, це і легенди, адже, щоб прокопати такі тунелі, потрібні були колосальні затрати робочої сили, часу і коштів. Проте чого тільки не робили пани ради своєї безпеки і задоволення власних амбіцій. Але легенди про підземні ходи мають і своє підтвердження.

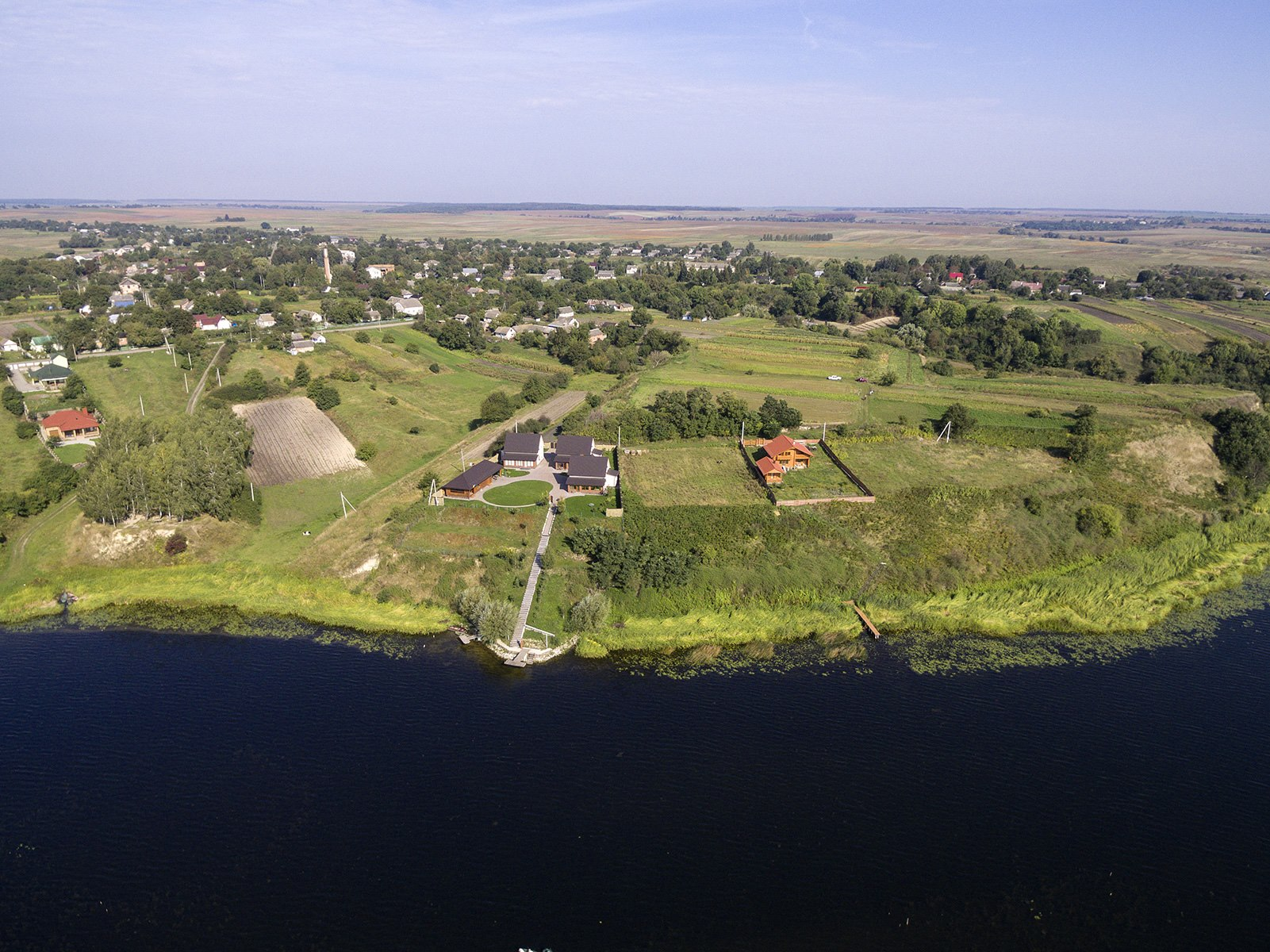
Фотографія з висоти

Фактично до 60-х років минулого століття на території Боремля дуже часто зустрічалися глибокі провали в землі, в яких було видно цегляну кладку. Через небезпеку, яку вони становили для життя людей і їх майна, провалля були засипані. Вони так і не були досліджені вченими. На сьогодні залишився лише один з фрагментів підземного ходу, який місцевий житель використовує як льох, відгородивши цегляною стіною потрібний йому простір.

## Сучасний стан
На сьогодні охоронні межі втраченої пам'ятки не визначені, активно проводиться забудова. Місцева влада утримується від будь-яких дій. Неодноразово науковці піднімали питання щодо необхідності охорони території, де раніше був палац і проведення ретельного дослідження. Однак на це бракує коштів.